# Харстад-Шуф, Христина
Христина Харстад-Шуф (в прошлом Христофор Шуф англ. Christoforos Schuff, при рождении англ. Christopher Michael Schuff; род. 6 февраля 1979, Сакраменто, Калифорния) — проживающая в Норвегии американская транс-женщина, общественный деятель, музыкант, художница, правозащитница. Автор нескольких музыкальных альбомов и ряда синглов.
В прошлом — православный священнослужитель, клирик Скандинавского благочиния Западноевропейского экзархата русских приходов Константинопольского патриархата (2007—2017), лишённый священного сана.

## Биография
С 2000 года вместе с семьёй проживал в Норвегии, где занимался фермерством в Грейпстаде в коммуне Сонгдален.
С 2006 по 2009 годы обучался на богословском факультете Университета Аристотеля в Салониках.

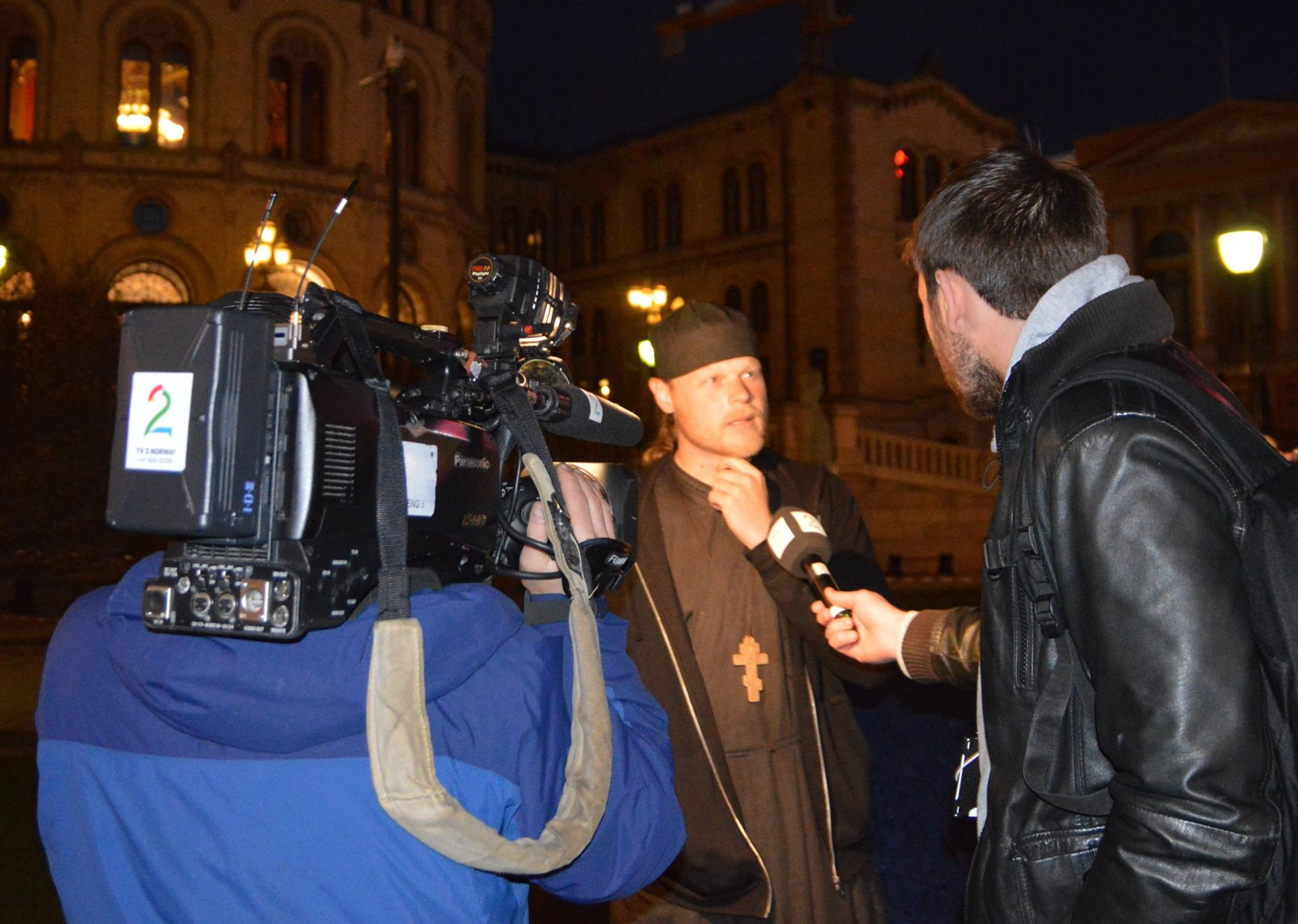

7 октября 2007 года в Александро-Невском соборе в городе Париже архиепископом Команским Гавриилом (де Вильдером) был хиротонисан во диакона, а 6 июля 2008 года тем же архиереем в Свято-Никольской церкви в Осло был хиротонисан во пресвитера.
Активно занимается правозащитной деятельностью, являясь членом общественных дискуссий по проблемам беженцев, трудовой иммиграции в Норвегии, вопросам социального равенства, экологии.
В 2013 году получил премию «Fokusprisen» за работу с обездоленными, а в 2015 году премию «Brobyggerprisen» за помощь бедным.
За работу с беженцами на острове Лесбос, приверженность миру и справедливости, в январе 2017 года удостоен специального приза норвежского правительства в виде работы норвежской художницы Wenche May Vaagsnes из Арендала и 10 тысяч норвежских крон.
Был женат на Hildegunn Marie Tønnessen Schuff, с которой имеет троих дочерей, одна из которых лесбиянка. Позднее вступил во второй брак с Хеленой Харстад (норв. Helene Harstad). Заявлял о своём заболевании фолликулярной лимфомой.
11 июля 2017 года запрещён в священнослужении «по причине неподчинения канонической власти архиепископа и патриаршего экзарха...». 6 октября 2020 года решением церковного суда (дисциплинарной комиссии) был лишён священного сана.
С 2020 года выступает в амплуа музыканта- с именем Христина Харстад-Шуф.

## Дискография
- The Cry (2001)
- The Call (2001)
- Live (2003)
- God damn the war — singel (2011)
- War and More — singel (2011)
- Christmas Song — singel (2011)
- Recuerdo — singel (2012)
- Hellige natt — singel (2014)
- Para siempre — singel (2015), под сценическим именем Chris Padrino